# Barrio Calle Ciega Nº 6
Barrio Calle Ciega Nº 6 es una localidad argentina ubicada en el Departamento General Roca de la provincia de Río Negro. Se halla en la zona rural de Guerrico, 12 km al Sudeste del centro de Allen, de la cual depende administrativamente.

## Población
Contó con 23 habitantes (Indec, 2010), lo que representó un descenso del 17,8% frente a los 28 habitantes (Indec, 2001) del censo anterior.

El censo 2022 registró una población de 20 habitantes que se repartieron entre 13 hombres y 7 mujeres. Sin embargo, las cifras obtenidas fueron estimativas solo teniendo en cuenta a la población en viviendas particulares; es decir, excluyendo del dato a la población institucional y las personas sin hogar. Gracias a este censo también fue posible conocer su densidad y tamaño urbano.
| Evolución demográfica |
|                       |
| INDEC                 |